# Sharovipterygidae
De Sharovipterygidaezijn een familie van vreemde glijdende uitgestorven archosauromorfen uit het Midden-Trias van Eurazië, bekend om hun korte voorpoten en lange, vleugelachtige achterpoten, die membranen bezaten om te glijden. Ze worden vertegenwoordigd door Sharovipteryx en Ozimek volans.
Een fylogenetische analyse uit 2019 suggereerde dat Ozimek, en bij uitbreiding Sharovipteryx, mogelijk tot de Tanystropheidae behoort.